# ОШ „Михајло Пупин” Земун
ОШ „Михајло Пупин” једна је од основних школа у Београду. Налази се у улици Емилије Јакшић 31а, у општини Земун.

## Опште информације
Основна школа „Михајло Пупин” основана је 23. јуна 2009. године од стране Скупштине града Београда, а Министарство просвете, науке и технолошког развоја Републике Србије дало је решење о верификацији 28. јула 2009. године. Налази се у насељу Нова Галеника у општини Земун.
У школи се одвија настава мултимедијалног типа. Име је добила по Михајлу Пупину, српском и америчком научнику, проналазачу, професору на Универзитету Колумбија и почасниом конзулу Србије у САД.